# 湯姆·科貝特

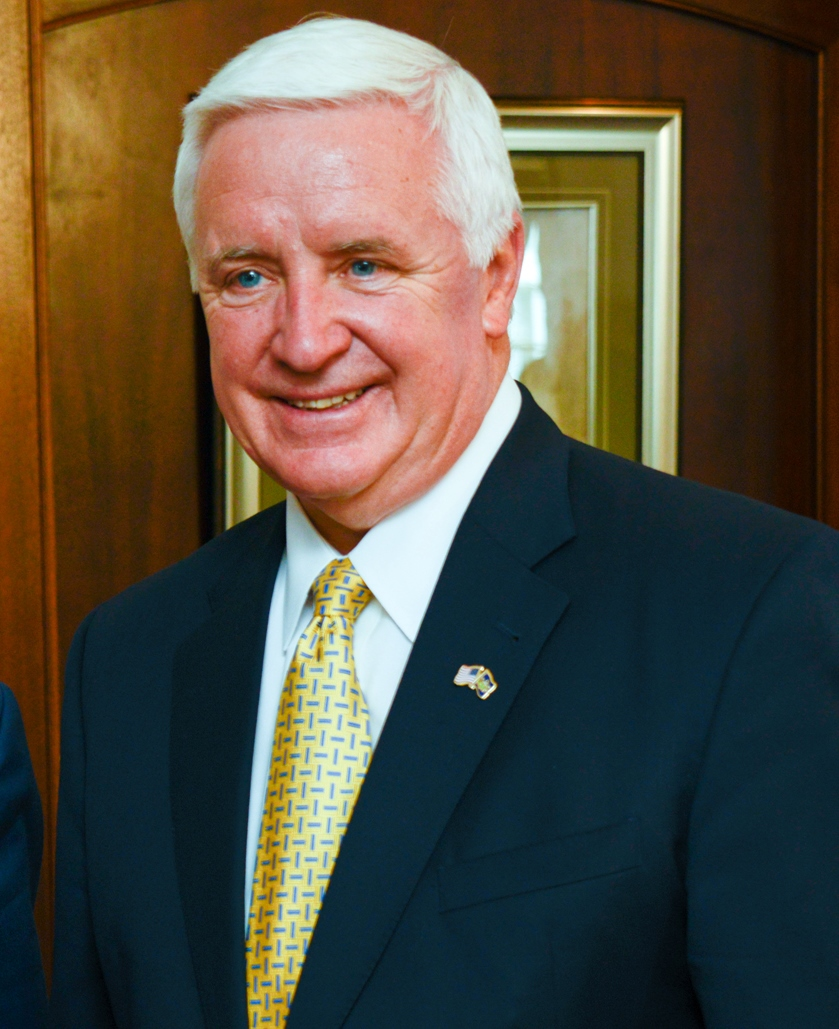

湯姆·科貝特（Tom Corbett；1949年6月17日—）是美國的一位政治人物。在2011年至2015年期間，湯姆·科貝特擔任第46任賓夕法尼亞州州長職務。他的黨籍是共和黨。科貝特曾在1971年至1984年在美國軍隊服役。